# 内臓リーシュマニア症
内臓リーシュマニア症（ないぞうリーシュマニアしょう、英: Visceral leishmaniasis 、VL）または、カラ・アザール（英: kala-azar）としても知られている、最も重症な形態のリーシュマニア症である。症状には、発熱、体重減少、赤血球の減少、肝臓と脾臓の腫脹などがあげられる。合併症には、カラ・アザール後の皮膚リーシュマニア症などがあげられる。
原因はリーシュマニア 属の寄生虫であり、特にアジアとアフリカではL. donovani、南米や中東ではL. infantumが原因である。特定の種類のサシチョウバエによって拡散される。重度の疾患の危険因子には、HIVがあげられる。診断は、症状に基づき、血液検査によって裏付けられる。
予防するための取り組みには、サンチョウバエの排除または避けることである。治療には、リポソーマルアムホテリシンBがよく用いられるが、アフリカではスチボグルコン酸ナトリウムとパロモマイシンがより効果的であるが副作用もより大きい。また、ミルテホシンが使用される場合もある。一般的に治療を受けなかった場合は死に至る。
内臓リーシュマニア症が最も一般的にみられるのは、インド、東アフリカ、ブラジルである。ほとんどの場合が集団発症であり、年間50,000人から90,000人が罹患する。2019年には、約6,000が死亡した。1922年にウペンドラナート・ブラフマチャリが尿素スチバミンを製造したことにより効果的な治療ができるようになった。